# 자백유도제
자백유도제(Truth serum)는 자백을 하게 만드는 향정신성 의약품이다.

## 역사
아미탈은 '펜토탈 나트륨'이라고 하며, 1920년 미국의 한 산부인과의사에 의해 '자백유도제(truth serum)'라는 명칭으로 처음 쓰였다.

## 미국
2001년 10월 22일, 미국 FBI 수사관들이 오사마 빈라덴의 알 카에다 테러 조직을 수사하면서 용의자들의 묵비권 행사로 곤혹을 치루고 있다. 이에 따라 FBI는 이들에게 진실을 말하게 하는 '주사최면제(truth serum)'의 투약을 검토했다. 일부 수사관들은 용의자들에게 주사최면제의 일종인 펜토탈 나트륨을 투약해 입을 열게 하는 방안을 거론하고 있는 것으로 알려졌다. FBI는 또 이스라엘 조사기관이 종종 사용해온 신체적 압박을 가하는 방법도 대안 중 하나로 검토하고 있다.
그러나 미국 형사소송법은 수사관들이 고문이나 신체적 압박, 반인권적 기법을 동원해 범죄와 관련된 특정 사실을 알아냈을 경우 이를 법정 제출 증거로 채택할 수없도록 하고 이런 행위를 한 수사관을 기소할 수 있도록 규정하고 있어 인권침해 논란이 예상된다. 수사당국은 논란을 피하기 위해 용의자들을 강력한 조사기법을 허용하는다른 동맹국에 인도해 조사하는 방법도 고려했다.
2002년 노스웨스턴 대학교 법학대학원 교수진과 학생들은 당시 조지 라이언 일리노이 주지사에게 "경찰이 하이렌스에게 소위 '진실 세럼( truth serum)'으로 불리는 최면제 '펜토탈 나트륨'을 투여한 뒤 윌리엄 하이렌스가 범행을 자백했다"며 "관용을 베풀어달라"는 청원서를 제출하기도 했다.
2012년, 1940년대 중반 미국 시카고에서 발생한 충격적 연쇄살인사건의 용의자로 지목된 뒤 혐의를 인정하고 종신형을 선고받았던 윌리엄 하이렌스가 65년 복역 끝에 83세를 일기로 옥중 사망했다. 그러나 하이렌스는 수감 후 수십여년에 걸쳐 결백을 주장하며 30여 차례나 석방을 요구했다. 그는 사형을 피하기 위해 경찰이 타이르는 대로 거짓 자백을 했다고 주장했다.
2018년 11월 13일, 2001년 9·11 테러 직후 CIA가 테러 용의자들을 심문하는 과정에서 이른바 '진실의 약 (truth serum)' 사용을 검토했다는 내용의 문건이 공개됐다. 해당 문건은 CIA 의료팀 고위 관리가 작성한 것으로, 미국시민자유연맹(ACLU)이 소송을 통해 법원의 승인을 얻어 공개한 것이다.

## 인도
2008년, 인도 경찰이 170명의 사망자를 낸 뭄바이 테러와 관련, 용의자를 신문하면서 일명 `자백유도제'로 불리는 펜토탈 나트륨을 사용할 것으로 알려졌다. `티오펜탈'로도 알려진 이 약물은 뇌와 척수의 수용체에 작용하는 바르비투르산염으로 공포증 치료 등에 사용되는데 마취 성분이 들어있어 미국의 일부 주에서는 사형집행 약물로 사용되기도 하며 실제로 인도 경찰은 범죄 수사에 종종 이런 약물을 사용해 온 것으로 알려져 있다. 이 약물이 투여되면 뇌의 일부 영역에서 활동이 줄어들어 긴장이 풀린 피투여자가 말을 많이 하게 되는 것으로 알려져 있다.
2010년 5월 5일, 인도 대법원이 범죄 용의자 심문 과정에서 동원돼온 자백 유도 약물의 사용을 금지했다. 본인의 동의 없이 자백 유도제를 사용하는 것은 헌법이 보장한 자백에 의한 혐의 인정 거부 권리와 사생활 보호권을 침해하는 행위라고 규정했다.
그동안 인도에서는 약물을 이용해 받아낸 자백을 증거물로 인정하지 않았다. 그러나 주요 피의자나 용의자, 증인 심문 과정에서 결정적 단서를 얻기 위한 약물 수사는 널리 활용돼 왔다. 이에 따라 테러범이나 마오주의 공산반군의 거물급 인사 등 수사에 약물 기법을 사용해온 인도 중앙수사국(CBI) 등은 이번 재판에서 약물 사용 지지 입장을 밝혔다.
2012년 7월 5일, 인도 중앙수사국(CBI)은 부패 사건에 연루된 인도의 유명 정치인 제이건 모한 레디와 그의 재정 고문에게 최면제 '펜토탈 나트륨'을 투여해 수사하는 것을 허용해달라고 법원에 요청했다.

## 같이 보기
- 워터보딩
- 거짓말 탐지기